# Celerena signata
Celerena signata är en fjärilsart som beskrevs av W. Warren 1898. Celerena signata ingår i släktet Celerena och familjen mätare. Inga underarter finns listade i Catalogue of Life.